# 劉生和
劉生和（1569年—1619年），字仲協，別號環江，直隶河间府沧州王寺镇人，竈籍，明朝政治人物。

## 生平
生于隆慶三年己巳十二月初七日，万历十九年（1591年）辛卯科同伯兄劉生中同中順天府乡试举人，登三十五年（1607年）丁未科进士，刑部觀政，三十六年正月授蔚州知州，三十七年分校山西，四十年升户部员外郎，次年差崇文门税课，四十二年母亲去世丁憂，四十四年補户部江西司员外，四十六年榷江西九江鈔关，四十七年升宝庆府知府，至澧州以病乞休归，四十七年己未十一月廿五日卒于南阳博望驿站，享年五十一。

## 著作
所著有《喁于草》、《唐诗律选》。元配王氏，贈宜人，先三年卒，有子刘庆源。

## 家族
曾祖刘玹，省祭官；祖父刘存信，庠生；父刘正蒙，增生，封翰林院检讨，乡宾。生五子：长子刘生中，万历二十年進士，官翰林院检讨。次子刘生和。生中季子刘庆蕃，崇祯元年进士，后仕清，官河南提学僉事。